# Martin Segerstråle
Martin Segerstråle, född 31 augusti 1984 i Åbo, är en finländsk kapellmästare, pianist och kompositör.
Segerstråle har studerat Musical Direction and Coaching vid Royal Academy of Music i London och avlagt musices magisterexamen vid Sibelius-Akademin med diplomexamina i kördirigering och pianospel. Han har även studerat musikvetenskap och tyska vid Åbo Akademi. Segerstråle har fungerat som dirigent för flera körer och var år 2014 grundande medlem i och första konstnärliga ledare för Ensemble Vida.
Segerstråle mottog Finlands Svenska Sång- och Musikförbunds dirigentpris, Kurt-Erik Långbacka-priset, i oktober 2014. Våren 2015 tilldelades Segerstråle Svenska Kulturfondens årliga kulturpris för sitt arbete för musiken i Finland. Segerstråle mottog Svenska Folkskolans Vänners Hagfors-medalj våren 2024.
Segerstråle har fungerat som kapellmästare och pianist vid Åbo Svenska Teater, Tampereen Teatteri, Svenska Teatern och Finlands Nationalopera.